# شلکانوو (شهرستان بیرسکی، باشقیرستان)
شلکانوو (انگلیسی: Shelkanovo, Birsky District, Republic of Bashkortostan) یک شهرک در شهرستان بیرسکی باشقیرستان کشور روسیه است.